# 地方公営企業等の労働関係に関する法律
地方公営企業等の労働関係に関する法律（ちほうこうえいきぎょうとうのろうどうかんけいにかんするほうりつ、昭和27年7月31日法律第289号）は、地方公共団体の経営する企業および特定地方独立行政法人の正常な運営を最大限に確保し、もって住民の福祉の増進に資するため、地方公共団体の経営する企業および特定地方独立行政法人とこれらに従事する職員との間の平和的な労働関係の確立を図ることに関する法律である。
1952年7月に制定され、同年10月1日から施行されている。